# Logue Brook Dam
Logue Brook Dam är en dammbyggnad i Australien. Den ligger i kommunen Harvey och delstaten Western Australia, omkring 120 kilometer söder om delstatshuvudstaden Perth.
Runt Logue Brook Dam är det glesbefolkat, med 9 invånare per kvadratkilometer.. Närmaste större samhälle är Harvey, omkring 11 kilometer sydväst om Logue Brook Dam.
I omgivningarna runt Logue Brook Dam växer i huvudsak städsegrön lövskog. Genomsnittlig årsnederbörd är 785 millimeter. Den regnigaste månaden är september, med i genomsnitt 152 mm nederbörd, och den torraste är februari, med 7 mm nederbörd.